# Cercati in me
Cercati in me è un album di Giuni Russo pubblicato postumo il 28 novembre 2008 dall'etichetta discografica Edel Music.

## Descrizione
Cercati in me raccoglie undici brani fra i quali compaiono cinque inediti registrati verso la metà degli anni novanta e che non trovarono collocazione in un album; come ogni pubblicazione postuma riguardante Giuni Russo, del progetto si è occupata la sua storica coautrice e produttrice Maria Antonietta Sisini.
Il disco, come già descritto, contiene cinque inediti: Cercati in me, che dà il titolo al disco e che contiene citazioni di Edith Stein, La settima stanza, Ninna nanna, Ave Maria dal vivo ed infine Fogh in Nakhal.
Tra i brani già editi ne compaiono sei e sono i seguenti: Oceano d'amore (1994), Adeste fideles (2002), Sakura (2002) e Nada te turbe (2002), Amore intenso (2003), Invocazione (2004); Amore intenso e Oceano d'amore sono riproposti in versione remixata, così come anche la minisuite finale comprendente l'inedito Fogh in Nakhal.
I risultati delle vendite di questo disco sono stati impiegati per l'allestimento di un'esposizione a Milano dedicata a Giuni Russo e comprendente abiti, dischi, fotografie inedite e altri memorabilia.
Il booklet interno è curato da Antonio Mocciola

## Tracce
1. Cercati in me (G.Russo) 4:15 - inedito
2. La settima stanza (G.Russo) 3:59 - inedito
3. Amore intenso (G.Russo - M.A.Sisini) 3:10 - remix 2008
4. Oceano d'amore (G.Russo - M.A.Sisini) 4:16 - remix 2008
5. Invocazione (G.Russo - M.Fedrigotti) 1:54 - live
6. Ave Maria (G.Verdi) 4:39 - inedito live
7. Ninna nanna (G.Russo - M.A.Sisini) 3:27 - inedito
8. Adeste Fideles (Tradizionale) 3:03

Minisuite remix 2008
1. Fogh in Nakhal (Tradizionale) 2:06 - inedito
2. Sakura (Tradizionale) 2:34
3. Nada Te Turbe (G.Russo - M.A.Sisini) 2:21

## Formazione
- Giuni Russo – voce
- Megahertz – sintetizzatore
- Patrizio "Pat" Simonini – chitarra